# Salgótarján sportélete
Salgótarján sportélete 1899-re nyúlik vissza. Azóta sok minden változott a városban ezen a szinten.

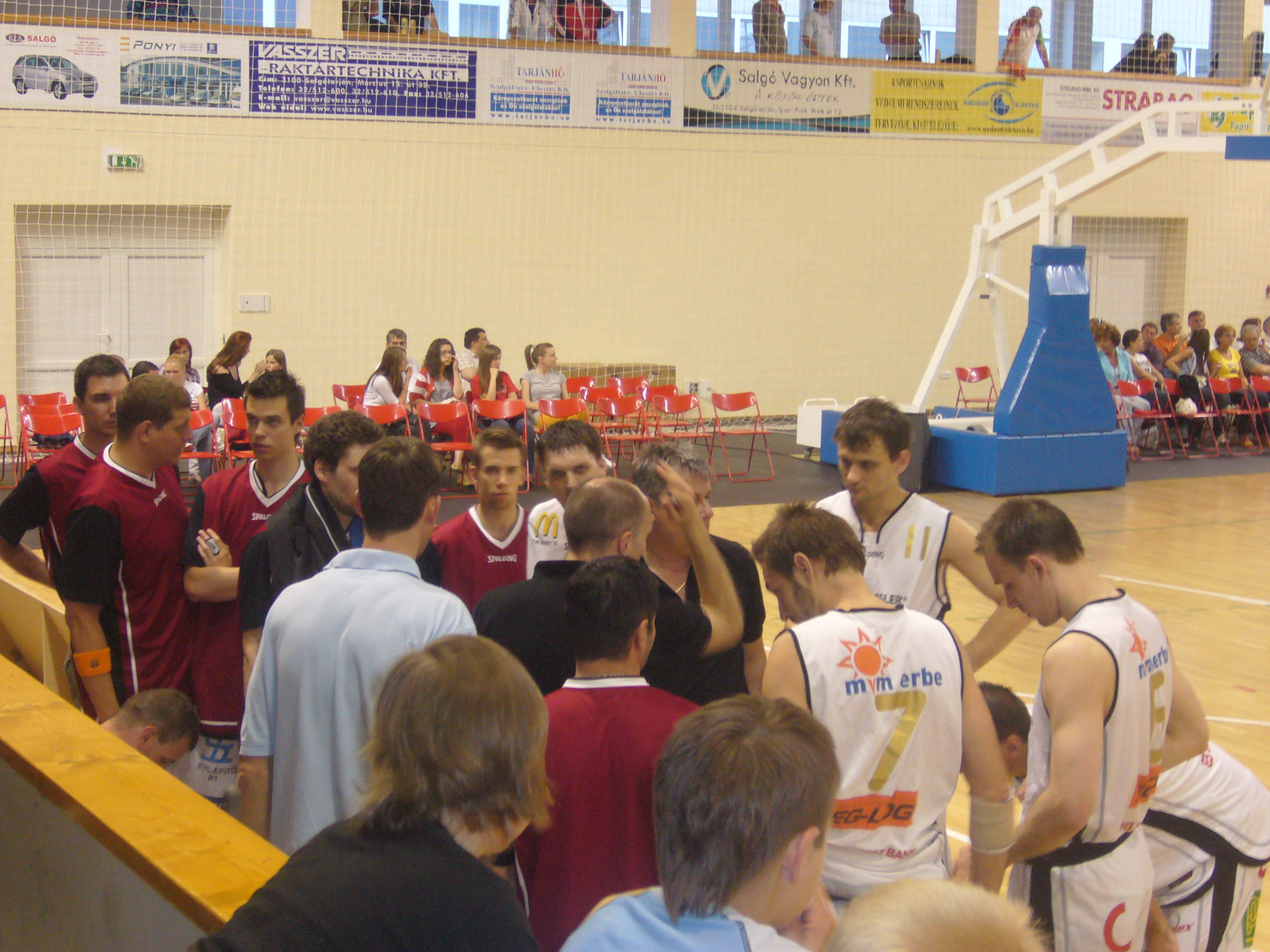
A Wamsler SE Salgótarján kosárlabdacsapata időkérés közben

## Történelem

### Egyesületek történelme
Salgótarjánban először az 1890-es években alakult meg egy egyesület SESE néven. Ez az egyesület érte el a legnagyobb sikereket. Kupák, helyezések, és kitüntetések sora. Salgótarjánt legjobban a fociról ismerték meg évekkel ezelőtt 1920-ban a Salgótarjáni Kőszénbánya Rt. támogatásával megalakult a Salgótarjáni BTC.A sikeres csapat rengeteg győzelmet és vereséget is begyűjtött. Mára már ez is eltűnt. A legismertebb év az az 1970/71-es év, amikor is az SBTC 3. helyezést ért el az NB1-ben. A csapat most megyei I. osztályban szerepel.
2007-ben alakult az SBFC, ez a csapat az NB3-ban szerepel. Ennek a csapatnak az elődje volt a SESE.
Az 1970-es évekre az SBTC kiesett az NB I-ből. Azután a város hírneve egyre jobban csökkent. Az egyik legnagyobb sikert az hozta, hogy a Wamsler SE Salgótarján kosárlabdacsapata bejutott az NB I/B-be ahol a 2008/2009-es évadot 2. helyezettként zárta. Az NB I/B Keleti csoportban 1. helyezett lett és továbbjutott a rájátszás döntőbe ahol a SMAFC-NYME-vel játszott. Ugyan kikapott a 2. és 3. mérkőzésen de a csapat így is szép eredményt ért el. Júniusban a Sopron visszalépett így a salgótarjániak Hatvan év után indulhatnak az A csoportban. Igaz ez a határozat még nem jogerős, tehát a soproni csapat még indulhat az élvonalban. Utánpótlás-nevelésben Salgótarján az élmezőnyhöz tartozik. A Wamsler SE Salgótarján csapatának U20-as csapata is van, mind a megyei mind pedig az NBI/B-ben. A SASE egyesülete pedig 5-20 éves korig foglalkozik futballcsapat-utánpótlásról.
Több szabadidős és rekreációs sportot is űzhet az, aki Salgótarjánt választja. Ezek közül kiemelkedő a vívás, a tenisz és a sporthorgászat. Két nagy vívóegyesületében híres tarjáni vívók készítik fel a növendékeket. Itt főleg fiatalokat foglalkoztatnak. A tenisz igaz nem annyira sikeres, mint a vívás, így is elég sok a sikeres teniszező.
Sporthorgászatra a Tó Strandi-Víztározó a legalkalmasabb. Itt időnként (körülbelül 2-3 évenként) versenyeket is szoktak rendezni.

### Sportintézmények
A sportintézmények száma is bővelkedik. Itt található Magyarország legmodernebb technikájával felszerelt és különleges tetőszerkezetével (fa) rendelkező sportcsarnoka, illetve a legszebb fekvésű futballpálya amelyet 1889-ben építettek. Uszodája alkalmas különféle városi és megyei versenyek rendezésére. 1951-óta egy sportcentrum is rendelkezik arról hogy sport- és szabadidős rendezvényeket bonyolítsanak le. Salakos, füves és műanyag borítású pályák egyaránt megtalálható, de inkább ezen a részen a salak a jellemző pályaborítás. A kisebb sportrendezvények lebonyolításául az oktatási intézmények tornatermei szolgálnak (a Sportcsarnok felújításáig a kosárlabda-csapat a Madách Imre Gimnázium Tornatermében játszotta a mérkőzéseit). A lovardák általában a kisebb völgykatlanokban bújnak meg, hogy tereplovaglási lehetőségeket is nyújtsanak.

## Egyesületek
- Salgótarjáni Barátok Torna Club
- Salgótarján-Baglyasalja FC
- SESE
- Salgó Öblös Faipar (utánpótlás)
- SASE
- Tatárárok Sportegyesület
- Salgótarján Triatlon Klub
- Salgótarjáni Hegyikerékpáros Egyesület
- Lendület Sportegyesület, Tenisz Egyesület
- Horgász Egyesületek Megyei Szövetsége
- Sportági Szakszövetségek és Sportbizottságok Szövetsége
- SKSE Vívóklub (később Viktória Salgótarjáni Vívó Egyesület)
- Penge Vívóakadémia
- Galba Árpád Vívóegylet és Szabadidőklub
- Wamsler SE Salgótarján
- Skorpió Salgótarján
- Salgótarjáni Vadmacskák
- Salgótarjáni Box SE
- GDSE Salgótarján
- Beszterce KK

## Sportintézmények
- Városi Sportcsarnok
- Városi Uszoda
- Tatárárok Stadion
- Sportcentrum
- Szojka Ferenc Stadion
- Zagyvai Lovarda
- Korbáss-tanya
- Kakukk lovarda